# M16 (puška)
M16 je oznaka za seriju istoimenih modela američkih jurišnih pušaka koje su izrađene na temelju automatske puške AR-15. Tvrtka Colt's Manufacturing Company je od proizvođača ArmaLite otkupila prava na AR-15 te je M16 de facto razvijen kao derivat ArmaLiteove puške. Kalibar M16 iznosi 5.56x45mm.

## Povijest
Prva eksperimentalna inačica, varijanta prve M16 puške zvana "XM16E1" ili Eksperimentalni Model 16, Eksperiment 1, počinje se uvoditi u Vojsku i Marince oko 1964. godine. Prije toga, Model 16 (prva usvojena inačica puške) puška se izdava vojnicima ratnih zrakoplovnih baza i čuvara vojnih zrakoplovnih baza SAD-a oko južnog Vijetnama već 1964. – 1967. i kraću varijantu zvanu "GAU-5/A". Ova inačica je bila poznata po zastojima vezanih uz prljavštinu stvorenu u komorici za paljbu i cijevi oružja, zbog vrste baruta i strukture oružja koja je bila korištena. Dizajn oružja nije se jednostavno čistio oko svojih mehanizma, i vojnici nisu dobivali adekvatnu garnituru i obuku za čišćenje unutrašnjeg mehanizma oružja.
Model 16 Alteracija 1, M16A1, se počinje izdavati Vojsci i Zboru Marinca oko 1967. godine. U 1969. godini, kopnene snage SAD-a službeno prisvajaju pušku M16A1 kao primarnu pušku oružanih snaga, ali već i prije postaje redovno izdanje svim SAD kopnenim vojnicima.
Od 1967. do 2020., svaki SAD strelac koristi pušku ili varijaciju na pušku uzorka ArmaLite, M16.
- Model 16 Alteracija 2, M16A2, se počinje izdavati kopnenim snagama SAD-a oko 1982. godine, usvajajući novi model NATO 5,56x45mm streljiva veće mase ali sporiji od prijašnjeg, "SS109" (NATO) ili M855 (SAD oznaka).
- Model 16 Alteracija 3 se prisvaja u Ratnoj Mornarici i specijaliziranim postrojbama vojnih snaga SAD-a.
- Model 16 Alteracija 4 se prisvaja 1996. (Vojska) i 1998. (Marinci) godine do danas kao redovna puška kopnenih snaga, s praktičkim dometom 500 metara od mete. Proizvodi ga FN (Narodna Fabrika) Herstal, i Colt pod nazivom FN M16A4, za kopnene snage SAD.-a.

## Karakteristike
M16 je bila prva jurišna malokalibarska puška s plastičnim komponentama, što joj je znatno smanjilo težinu. Ujedno su to i njene prednosti. Vrlo je lagana i praktična. Ima vrlo veliku brzinu gađanja oko 970metaka u minuti, s početnom brzinom na ustima cijevi od 1050 m/s.

Na pušku se može postaviti i bacač granata od 40mm (M203) koji izbacuje granate na daljinu od 300 metara.

Uredno se iz nje mogu ispaljivati i trombloni.

Osim s mehaničkim ciljnicima može se opremati i optičkim i pasivnim noćnim ciljnicima. Većina današnjih koriste M68 optički ciljnik s crvenom točkom.

Najvažnija njezina karakteristika je kalibar 5,56x45mm koji je kasnije postao standardni kalibar NATO saveza.
Analizom (projekt SALVO) borbenih iskustava i preko 3 milijuna izvještaja s ratišta tijekom prvog i drugog svjetskog rata. Analiza je pokazala da se borbe vode na manjoj udaljenosti, s većom potrošnjom municije, te da su ciljevi uglavnom pokretni, pa je temeljem tih analiza konstruiran M16. Spremnik je prvotno bio kapaciteta 20 metaka, da bi kasnije bio povećan na 30 poslije rata u Vijetnamu.
Glavni "protivnik" M16, bio je sovjetski AK koji je imao kalibar 7,62x39 mm. Navedeni kalibar imao je veću zaustavljajuću (ubojitu) moć od američkog konkuretna, veću energiju zrna ali i znatno sporije zrno te manju preciznost. Također kalibar 5,56 mm zbog svoje brzine stvara znatno više anatomske štete od kalibra 7,62mm, navodno rotirajući se naprijed i nazad, stvarajući šire rane u osobi. Slabije probija kroz prepreke i balistički oklop nego 7,62mm.
Prilikom uvođenja u operativnu uporabu tijekom Vijetnamskog rata bilo je zamjerki na pouzdanost M16, primarno zbog lošeg održavanja (M16 je bila predstavljana kao puška koju se ne treba čistiti), te u nešto manjoj mjeri zbog municije, no kasnijim usavršavanjem i inačicama te su manjkavosti otklonjene. Neki vojnici bi nepovjereno tvrdili da su pušku proizveli tvrtka za igračke "Mattel", zbog svojih plastičnih komponenta razlikovajući ju od većinu konkurentnih metalnih i metalno-drvenih pušaka tada.

## Inačice i derivati
| Inačice - ArmaLite AR-15 - AR-15 (Colt modeli 601 i 602) - M16 - XM16E1 i M16A1 (Colt model 603) - M16A2 - M16A3 - M16A4 |  | Derivati - Colt modeli 655 i 656 (snajper) - XM177 (CAR-15) - Colt model 733 - M231 Firing Port Weapon (FPW) - Mk 4 Mod 0 - Mark 12 - M4 karabin |

## Proizvodnja i rasprostranjenost
M16 se do danas proizvodio u četiri osnovne inačice M16 A1/A2/A3/A4 uz karabinsku (kraću) verziju, M4 i konverzije u varijantu M4A1. Osnovna i karabinska verzija isporučuju se s 40 mm bacačem granata M203 ili noviji M320 koji je smješten ispod cijevi za vojnike te obuke. Uz ove osnovne inačice proizvodi se čitav niz specijaliziranih sustava koji su prilagođeni korisnicima i njihovoj osnovnoj namjeni.
M16 je u operativnoj uporabi u više od 80 zemalja, među kojima je i 15 članica NATO saveza. Proizvedena je u više od 8 milijuna primjeraka od kojih je 90% još u upotrebi. M16 je korišten i kao osnova za razvoj cijelog niza jurišnih pušaka poput njemačkog HK416, tajvanskog Type 65 ili korejskog Daewoo K2.

## Korisnici

### Postojeći korisnici
- Afganistan:[6]
- Bangladeš: M16 se koristi u bangladeškoj vojsci, specijalnim snagama i anti-terorističkim jedinicama.
- Barbados[7]
- BiH: oružane snage Bosne i Hercegovine od 2010. započinju s uvođenjem modela M16A2 i M16A4. Vojsku BiH s tim će puškama obskrbljivati američka tvrtka Colt Arsenal iz Hartforda.
- Belize[7]
- Bolivija[7]
- Brazil[7]
- Brunej[7]
- Čile[7]
- Danska[7]
- Dominikanska Republika[7]
- DR Kongo[8]
- Ekvador[7]
- Salvador[7]
- Eritreja
- Estonija[9]
- Fidži[7]
- Filipini: tvrtka Elisco Tool and Manufacturing proizvodi M16 puške na temelju licence[7]
- Francuska[7]
- Gabon[7]
- Gana[7]
- Grčka[7]
- Grenada[7]
- Gvatemala[8]
- Haiti[8]
- Indija[7]
- Indonezija[7]
- Irak: iračka vojska[10]
- Istočni Timor[11]
- Izrael[12]
- Jamajka[7]
- JAR[7]
- Jordan[7]
- Južna Koreja: u zemlji postoji lokalna[8] licencna proizvodnja u tvrtci Daewoo.[7]
- Kambodža[8]
- Kamerun[7]
- Kanada: tvrtka Colt Canada proizvodi model C7 za potrebe kanadske vojske.[13]
- Katar[7]
- Lesoto[7]
- Libanon[8]
- Liberija[8]
- Litva: M16 koristi litavska vojska.[14]
- Malezija[7]
- Maroko[7]
- Meksiko[7]
- Monako
- Nepal[15]
- Nigerija[7]
- Nikaragva[7]
- Nizozemska: Kraljevska nizozemska vojska koristi kanadski model C7.[13]
- Oman[7]
- Pakistan: pušku koriste specijalne snage i pakistanska vojska.[16]
- Panama[7] u panamskoj vojsci se koristi model M16A1.
- Peru[7]
- SAD[17]
- Senegal[18]
- Somalija[7]
- Šri Lanka[8]
- Tajland:[7] u zemlji se koriste modeli M16A1, M16A2 i M16A4.
- Tunis[7]
- Turska:[7] u zemlji se koriste modeli M16A1, M16A2 i M16A4.
- UAE[7]
- Uganda[7]
- UK: u uporabi specijalnih zračnih snaga.[19]
- Urugvaj[7]
- Vijetnam:[7] u zemlji se koristi model M16A1 iz vremena Vijetnamskog rata.

### Bivši korisnici
- Australija:[20] australska vojska je do 1989. koristila model M16A1 kada je puška zamijenjena s austrijskim Steyr AUG-om.
- Novi Zeland:[7] M16 je u novozelandskoj vojsci 1988. zamijenjen s austrijskim Steyr AUG-om.
- Singapur: tvrtka ST Kinetics je za potrebe singapurske vojske proizvodila licencnu kopiju M16S1 (M16A1).[8] Danas je ta puška povučena iz uporabe te je pohranjena kao rezervno oružje.

## Galerija
- Marinac leži na zemlji i gleda kroz svoj M68 optički ciljnik na M16A4 pušci.
- Ratna mornarica SAD-a vježba na brodu sa svojim M16A3 puškama za kvalifikacije s vatrenim oružjem.
- M16A2 puška sa bacačem granata Model 203.
- Marinac obavlja vježbu napada s M16A2 puškom u kampu Lejeune, Sj. Karolina. 1998.
- M16A1 puška s dodatcima, Ožujak 1970. g.
- SAD vojnik radi vježbu M16A1 puške s dvonošcem. 1976. g.
- Fotografije M16A2 puške, s desne i s lijeve strane.
- Slika M16A1 puške, iz 1967. g.